# Садыков, Айрат Загфарович
Айрат Загфарович Садыков (род. 19 октября 1978) — российский самбист, бронзовый призёр чемпионатов России 2009 и 2010 года, серебряный призёр этапа Кубка мира, бронзовый призёр Кубка мира среди студентов 2010 года, мастер спорта России международного класса. Тренировался под руководством Р. Г. Залеева и Р. М. Ахунианова. Выступал в легчайшей весовой категории (до 52 кг).

## Спортивные результаты
- Чемпионат России по самбо 2009 года — ;
- Чемпионат России по самбо 2010 года — ;
- Этап Кубка мира, международный турнир памяти Юрия Потапова 2010 года — [2];
- Лично-командный чемпионат по самбо среди МВД, ГУВД, УВД по субъектам РФ 2011 года — [3];
- Чемпионат России по самбо 2011 года — 9 место[4];